# Szamosszeg
Szamosszeg è un comune dell'Ungheria di 2 046 abitanti (dati 2001). È situato nella contea di Szabolcs-Szatmár-Bereg.